# Dimitrios Karatasos

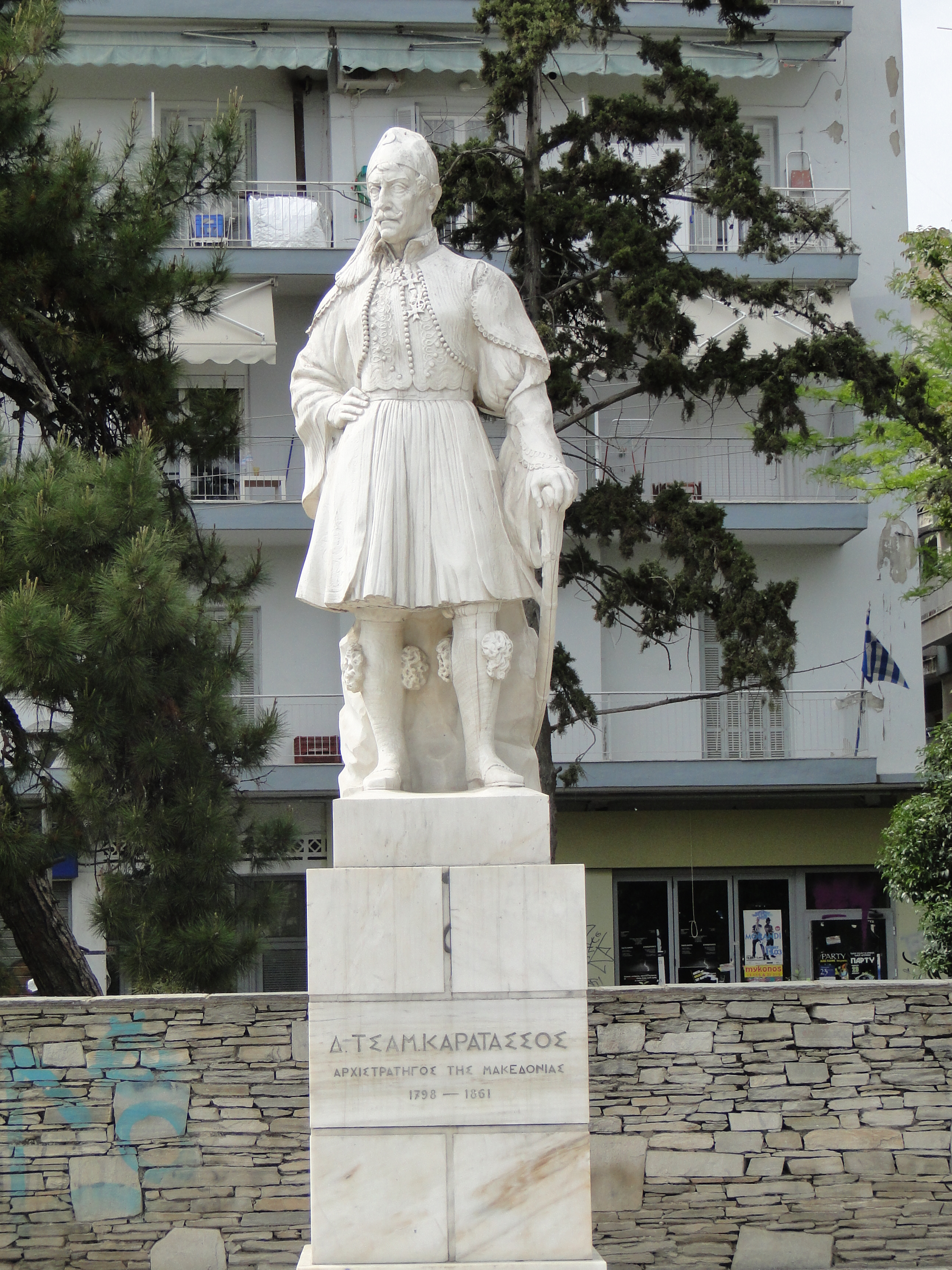
Denkmal für Dimitrios Karatasos in Thessaloniki

Dimitrios Karatasos (griechisch Δημήτριος Καρατάσος, oder Tsamis Karatasos griechisch Τσάμης Καρατάσος, * 1798 oder 1796 in Dichalevri, Imathia; † 1861 in Belgrad) war ein griechischer Freiheitskämpfer. Er zeichnete sich als Kämpfer während der Griechischen Revolution und nach der Erlangung der nationalen Unabhängigkeit aus.
Karatasos war ein Sohn von Anastasios „Tasos“ Karatasos, genannt „Gero Karatasos“ („Alter Karatasos“), eines Armatolen-Anführers in Makedonien.
Karatasos nahm im Jahr 1822 mit seinem Vater an der Belagerung von Naoussa teil und floh mit ihm, als die Revolution in Makedonien von den Türken niedergeschlagen war, nach Süd-Griechenland.
Im August 1828 kämpfte er als Kommandeur einer regulären Truppe für die Wiederherstellung der griechischen Herrschaft in Ost-Mittel-Griechenland. 1831 organisierte er den Aufstand in Albanien.
Als erbitterter Gegner von Ioannis Kapodistrias führte er im Mai 1831 einen gescheiterten Aufstand gegen den Gouverneur bei Theben an und wurde in Nafplio mit Theodoros Kolokotronis inhaftiert.
1835 wurde er entlassen. 1839 nahm er an den Kämpfen in Thessalien teil.
Im Jahre 1854 sammelte er eine Truppe von 500 irregulären Kämpfern um sich und kehrte über Euböa nach Makedonien zurück, um auf der Halbinsel Chalkidiki den Kampf gegen die osmanische Herrschaft aufzunehmen. Nach anfänglichen Erfolgen zeigte sich seine Truppe jedoch der osmanischen Übermacht nicht gewachsen; über den Berg Athos floh er in das befreite Griechenland und kehrte enttäuscht nach Athen zurück, wo er König Otto als Adjutant diente.
Karatasos war überzeugt, dass nur ein griechisch-serbischer Pakt den Rückzug des Osmanischen Reiches auf dem Balkan beschleunigen könnte. Im Jahre 1859 begann er seine Vorschläge in Zeitungsartikeln zu publizieren und warb um die Unterstützung der Vertreter der serbischen Gemeinschaft in Griechenland für seine Idee eines gemeinsamen Aufstands von Griechen und Serben. König Otto ermutigte diese Kontakte. So reiste Karatsos im Jahre 1861 von Italien nach Belgrad, um eine formelle Übereinkunft zwischen den beiden Ländern zu unterzeichnen. Während seines Aufenthalts dort starb er unter ungeklärten Umständen, wahrscheinlich an einer Krankheit. Einige Monate später wurde Otto durch einen Volksaufstand gestürzt, so dauerte es 25 Jahre, bis im Jahr 1887 der griechische Ministerpräsident Charilaos Trikoupis und sein serbischer Amtskollege das erste Abkommen unterzeichnete.